# Посылка (Остаться в живых)
Посылка (англ. The Package) — десятая серия шестого сезона и сто тринадцатая серия в общем счёте телесериала «Остаться в живых». Центральными персонажами серии стали Сун и Джин. Премьера в США состоялась 30 марта 2010 года на канале ABC. В России показана на Первом канале 5 апреля 2010 года.

## Сюжет

### Остров
На пляже Илана ждёт возвращения Ричарда. Сун грустит о том, что никак не может найти Джина. Она приходит на то место, в котором она занималась садоводством до возвращения с Острова. Там к ней подходит Человек в чёрном и предлагает пойти с ним, чтобы найти Джина. Но Сун не доверяет ему и бежит от ЛжеЛокка. На бегу она постоянно оглядывается и не замечая дерева ударяется об него головой. Позже Бен находит её, и вскоре выясняется, что от удара головой Сун не может говорить по-английски, хотя понимает его.
После того как Хёрли уговаривает Ричарда не помогать Человеку в чёрном, они возвращаются на пляж. Ричард хочет уничтожить самолёт на малом острове, потому что это единственный способ Человека в чёрном покинуть остров (о подводной лодке Чарльза Уидмора они не знают). Но Сун против уничтожения самолёта, она заявляет, что вернулась на остров для того, чтобы забрать Джина и вернуться домой. Джек говорит, что они найдут Джина и все вместе вернутся домой.
В это время Человек в чёрном рассказывает Клер, что ему нужно собрать всех оставшихся кандидатов, а иначе он не сможет покинуть Остров. Когда ЛжеЛокк уходит за Сун, на лагерь нападают люди Уидмора. Они усыпляют всех, кто там был, а затем забирают Джина на малый остров. Джин приходит в себя на станции Гидра. Зная, что он когда-то был работником DHARMA Initiative, его просят о помощи, показывая карту, по которой определялись карманы электромагнитической энергии. Но Джин требует увидеть Уидмора.
Саид и ЛжеЛокк плывут на лодке к малому острову, на котором уже успели установить ультразвуковой барьер. Уидмор отрицает факт похищения Джина людьми Уидмора. Человек в чёрном говорит, что на Острове началась война, и уходит. А Саид остаётся шпионить за людьми Уидмора. Тем временем Уидмор ругает своих людей, что без его ведома они раньше времени привезли Джина, потом приказывает доставить «груз» из подводной лодки в лазарет. Он также пытается убедить Джина в том, что Человеку в чёрном нельзя дать покинуть Остров. Затем Уидмор говорит, что Джину нужно увидеть «груз». На вопрос Джина о том, что это за «груз», Уидмор отвечает: «Это не «что», а «кто»».
В конце эпизода Саид, прячась в воде, следит за людьми Уидмора, которые несут «груз» из подводной лодки. «Грузом» оказывается Десмонд Хьюм, которому дали снотворного и привезли на Остров.

### Альтернативная реальность
В аэропорту Джину отдают часы, но не возвращают 25 тысяч долларов, которые он не задекларировал. Из-за этого инцидента Джин пропустил встречу в ресторане, и они с Сун поехали в отель. В этой реальности Джин и Сун не женаты, но встречаются втайне от всех.
На следующий день Мартин Кими, Омар и Михаил (в этой реальности он работает с Кими и играет роль переводчика, а также оба его глаза на месте) приезжают в отель, чтобы забрать часы и деньги. Так как деньги остались в аэропорту, Сун предлагает Кими деньги, которые она может снять со своего счёта в банке. Михаил везёт Сун в банк, где они узнают, что отец Сун заблокировал её счёт.
Тем временем Кими отвозит Джина в ресторан, где связывает его и говорит, что отец Сун хотел отправить деньги для Кими в качестве платы за убийство Джина, потому что он узнал об отношениях Сун и Джина. После событий серии «Закат» Джин освобождается, и, когда Михаил приезжает в ресторан вместе с Сун, Джин убивает его. Но одна пуля задевает Сун, и Джин уносит её в больницу. Сун сообщает, что беременна.